# Moravany (okres Brno-venkov)
Moravany (německy Morbes) jsou obec v okrese Brno-venkov v Jihomoravském kraji. Rozkládají se v katastrálním území Moravany u Brna, na okraji Dyjsko-svrateckého úvalu, přibližně šest kilometrů jihozápadně od Brna v nadmořské výšce 250 metrů. Žije zde přibližně 3 500 obyvatel.
Jedná se o vinařskou obec ve Velkopavlovické vinařské podoblasti (viniční tratě Vinohrady, Novosady).

## Historie
První písemná zmínka o obci pochází z roku 1289. Již tehdy byl ve vsi kostel, jehož patronát 11. listopadu toho roku daroval Dětřich z Kněžic želivskému klášteru. Později patřila ves starobrněnskému klášteru. Škola byla postavena roku 1811. V roce 1888 byla postavena nová budova školy.
Do roku 1945 zde žilo převážně německé obyvatelstvo. Do roku 1960 náležela k obci i osada Nové Moravany, která se tehdy stala součástí Brna.

## Obyvatelstvo
Na počátku 17. století měla obec 42 domů, po třicetileté válce byly 2 z nich pusté. V roce 1790 měla obec 68 domů a 396 obyvatel, roku 1834 72 domů a 389 obyvatel.
| Rok            | 1869 | 1880 | 1890 | 1900 | 1910 | 1921 | 1930 | 1950 | 1961 | 1970 | 1980  | 1991  | 2001  | 2011  | 2021  |
| -------------- | ---- | ---- | ---- | ---- | ---- | ---- | ---- | ---- | ---- | ---- | ----- | ----- | ----- | ----- | ----- |
| Počet obyvatel | 468  | 512  | 561  | 565  | 603  | 600  | 704  | 795  | 658  | 727  | 1 068 | 1 107 | 1 208 | 2 274 | 3 598 |
| Počet domů     | 82   | 88   | 92   | 92   | 106  | 108  | 138  | 188  | 147  | 179  | 262   | 305   | 359   | 687   | 900   |

## Obecní symboly
Obecní znak vychází z pečeti z roku 1683 se třemi figurami – vinným hroznem, radlicí a vinařským nožem. Vinný hrozen byl nahrazen dvojfigurou symbolizující původní slovanské osídlení a německou kolonizaci (německy se ves nazývala Morbes) – lipový a dubový list. Znak byl obci udělen rozhodnutím předsedy Poslanecké sněmovny Parlamentu České republiky dne 15. července 1993. V modrém štítu nahoře z jednoho stonku vyrůstají dva listy, vpravo lipový, vlevo dubový, provázené stojícím krojidlem a vinařským nožem ostřím doleva, vše zlaté.

## Doprava
Katastrálním územím obce prochází dálnice D1. Dále územím prochází silnice III. třídy:
- III/15273 Ostopovice - Moravany
- III/15275 obchodní centrum Futurum - Moravany - Nebovidy
- III/15276 Moravany - směr Přízřenice

Obec leží v zóně 510 Integrovaného systému Jihomoravského kraje a je obsluhována autobusovou linkou 501 a 51.

## Pamětihodnosti
- Kostel svatého Václava

## Galerie

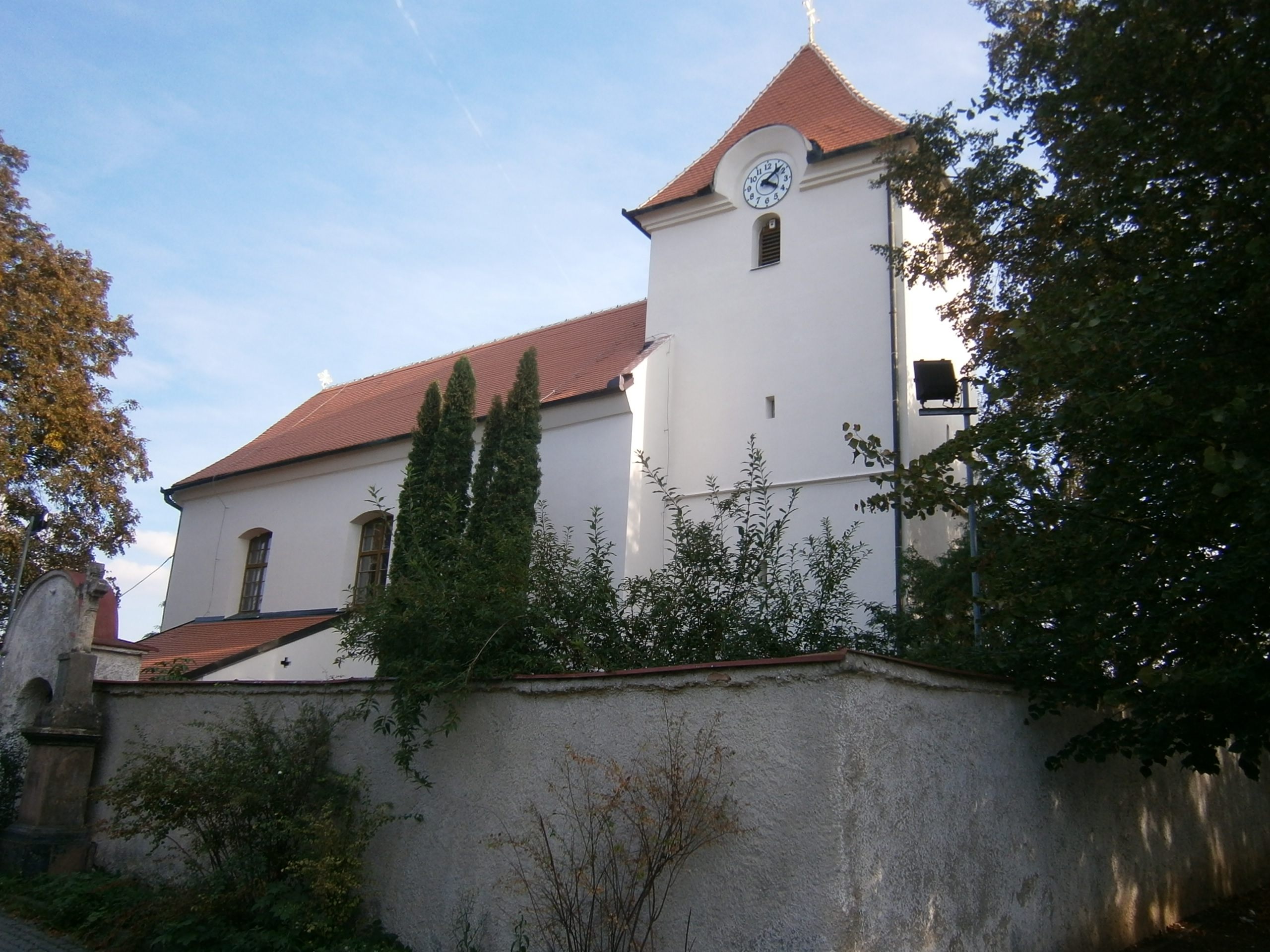
Kostel svatého Václava
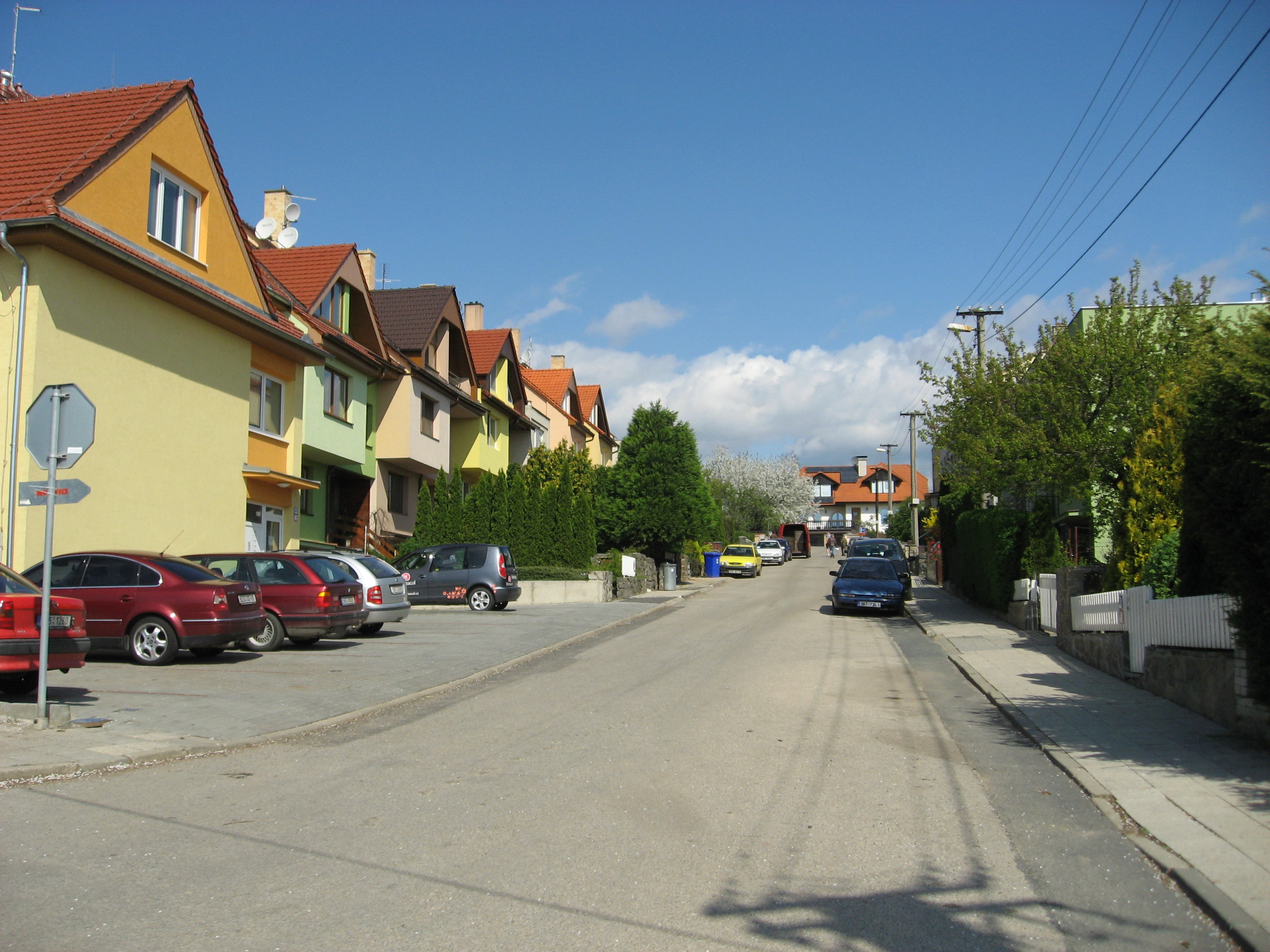
Rodinné domy
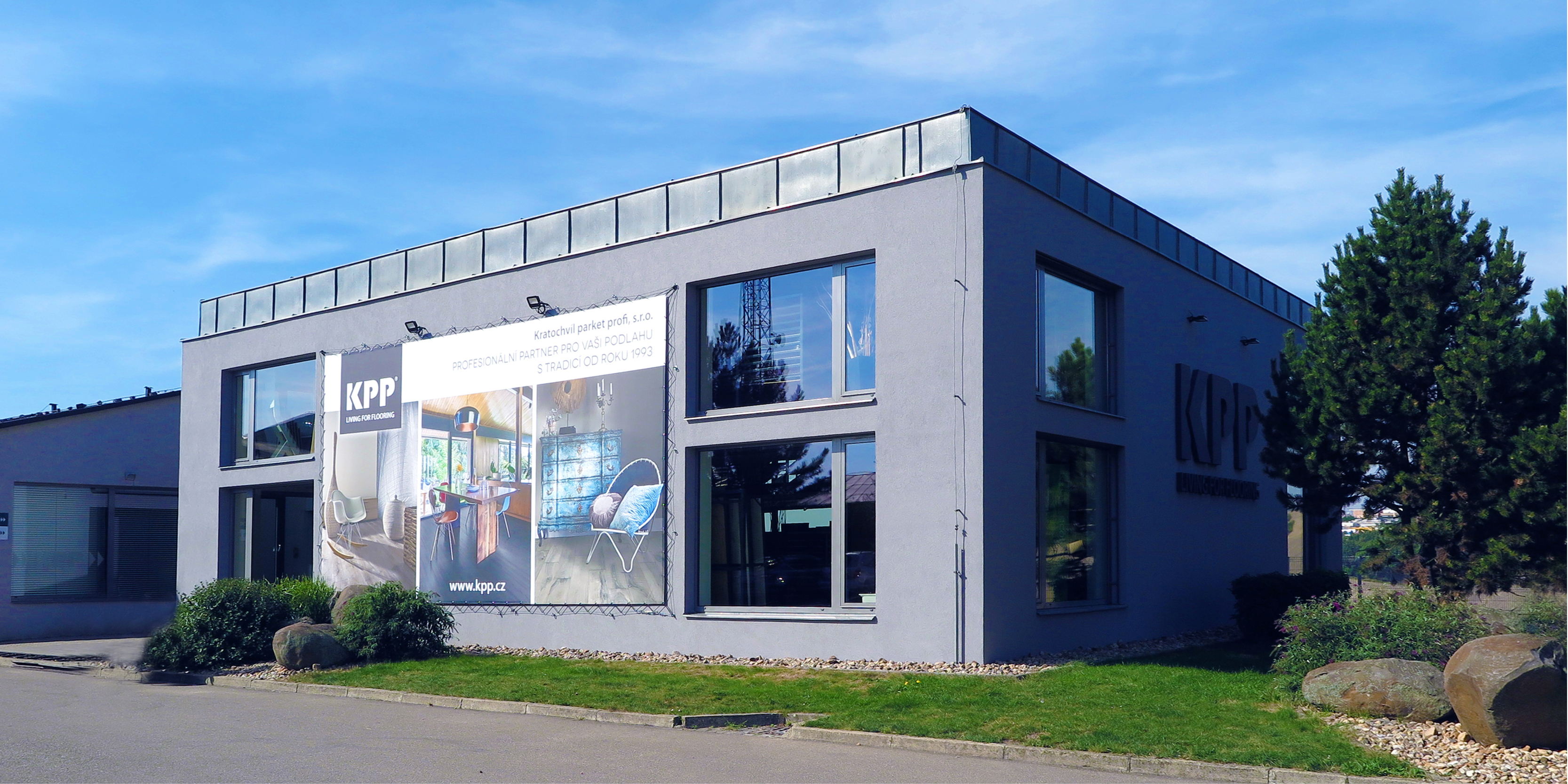
Prodejna a vzorkovna KPP
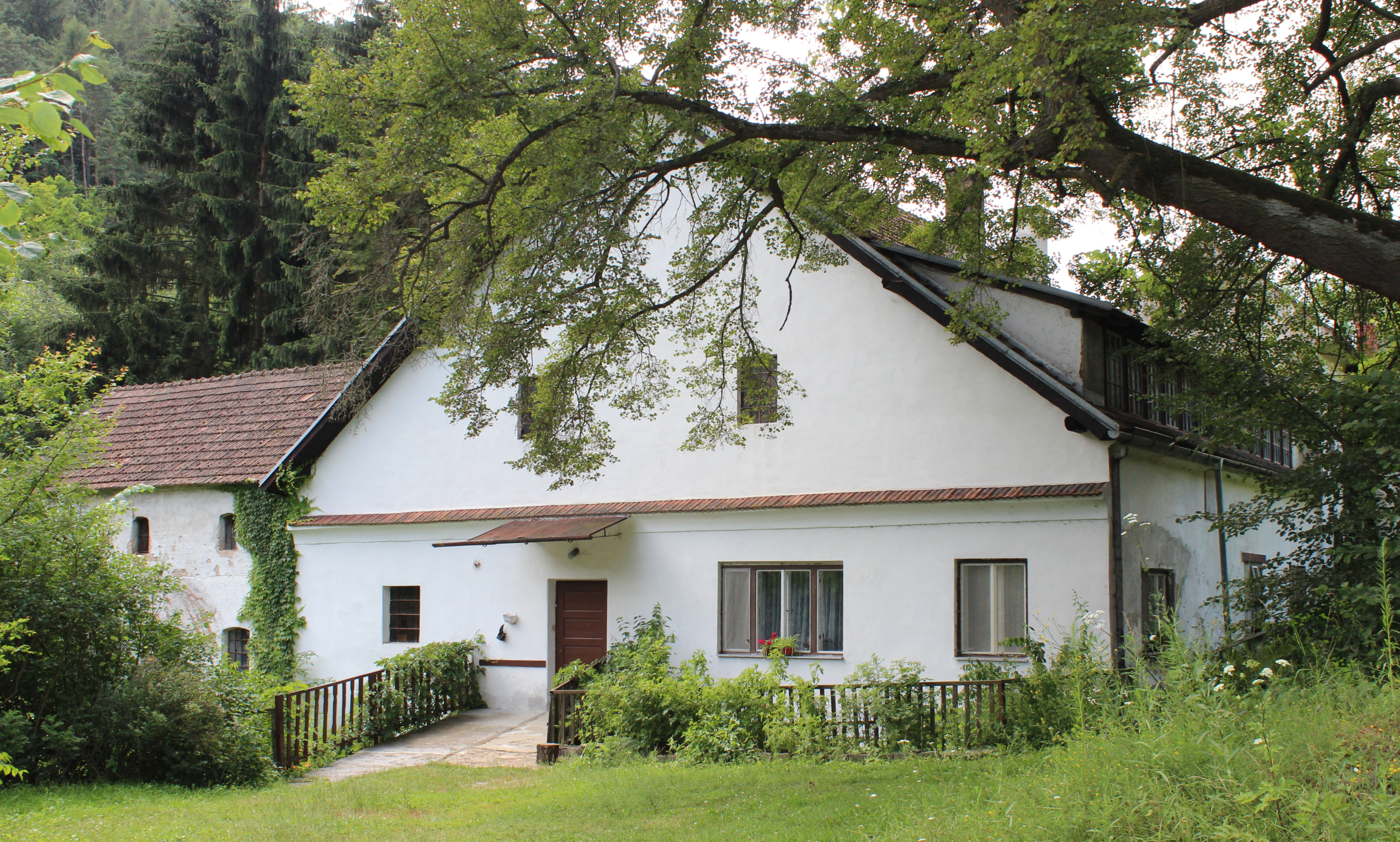
Nový mlýn v údolí Bobravy